# Pedro (football, 2006)
Pour les articles homonymes, voir Pedro.
Pedro Henrique Silva dos Santos, plus simplement connu sous le nom de Pedro ou Pedrinho, né le 5 février 2006 à São Paulo, est un footballeur brésilien qui joue au poste d'ailier au Zénith Saint-Pétersbourg.

## Biographie

### Carrière en club
Né à São Paulo au Brésil, Pedro effectue toute sa formation au SC Corinthians, où il pratique d'abord le futsal,,. 
Il commence à s'entrainer avec le groupe professionnel dès septembre 2022.

### Carrière en sélection
Le 8 décembre 2022, il est appelé par Ramon Menezes pour le Championnat d'Amérique du Sud des moins de 20 ans qui a lieu début 2023,.
Le Brésil remporte le championnat pour la première fois en 12 ans, après avoir battu l'Uruguay, son dauphin, lors de la dernière journée,.

## Palmarès

### Brésil -20 ans
- Championnat d'Amérique du Sud
  - Champion en 2023